# Werberelevante Zielgruppe
Werberelevante Zielgruppe ist ein Begriff aus der Radio- und Fernsehwerbung und dem Marketing, der die für diese Massenmedien wichtigsten Zielgruppen (Zuhörer- und Zuschauergruppen) bei der Preisgestaltung von Werbespots beschreibt. Sie ist die zweite wichtige Messgröße neben der Gesamtreichweite. Die werberelevante Zielgruppe macht Leistungen von Sendern nur vergleichbar, ist jedoch weder für die Vermarktung noch für die Programmgestaltung entscheidend. Die allgemeine Hauptzielgruppe wird heute in Deutschland entweder als Gruppe der 14- bis 49-Jährigen oder als Gruppe der 20- bis 59-Jährigen definiert.

## Hintergrund
Insbesondere private Fernsehsender müssen durch ihre typische Kostenstruktur eine große kritische Masse erreichen, um profitabel zu sein. Ein Kriterium hiervon ist die Gruppe von Zuschauern/Zuhörern, die altersbedingt am konsumkräftigsten ist und deshalb mit Radio- und Fernsehwerbung intensiv konfrontiert werden kann. Erfasst werden soll jene Altersgruppe, die über ausreichende Geldmittel für den Konsum der beworbenen Produkte verfügt. Ein weiteres Kriterium ist die Sendezeit, in welcher der größte Teil dieses Publikums täglich erreicht werden kann, nämlich die Hauptsendezeit. Bei Werbespots ist von den Sendern zudem zu berücksichtigen, dass über 50 % der Fernsehzuschauer und Radiohörer abschalten, sobald Werbung kommt; nur 9 % wechseln nicht das Programm durch Zapping.

## 14- bis 49-Jährige als werberelevante Zielgruppe
In Deutschland erfasste die werberelevante Zielgruppe 14 bis 49 Jahre von Anfang an weder eine spezifische Generation noch eine Bevölkerungsgruppe mit ähnlichem Konsumverhalten. Namhafte Vertreter der Werbewirtschaft bestätigen, dass die Zielgruppe 14 bis 49 Jahre nichts anderes ist als eine Konvention, die in erster Linie als Grundlage für die Abrechnung von Fernsehwerbung dient und ohne wissenschaftliche Basis ist. Zudem ist die werberelevante Altersgruppe nicht in jedem Land identisch, sondern hängt von der demografischen Situation und den Konsumgewohnheiten bestimmter Altersgruppen ab.
Die werberelevante Zielgruppe der Erwachsenen 14 bis 49 Jahre ist mit einem Potential von ca. 34 Mio. Menschen relativ „breit“. Schränkt man das Potential durch eine geringere Altersspanne oder das Geschlecht stark ein, spricht man vor allem in der Mediaplanung von „spitzen“ Zielgruppen. Nutzungsschwache Sendeplätze sind eher prädestiniert für Spezialsendungen von geringem Interesse. Ihre Zuschauerresonanz kann durch das Phänomen des Audience Flow erhöht werden. Danach lösen zuschauerstarke Sendungen eine Art Magnetwirkung für das nachfolgende Programm aus, weil erfahrungsgemäß ein großer Teil der Zuschauer weder den Sender wechselt noch abschaltet.

### Kritik an der Einteilung
In einem Beitrag des Medienmagazins Zapp des NDR Fernsehens im Jahr 2008 bezeichnete der ehemalige RTL-Vermarktungschef Uli Bellieno die Zielgruppenfestlegung als „wunderbaren Vermarktungstrick“ seines Programmdirektors im Wissen um die größtenteils älteren Zuschauer bei den erheblich quotenstärkeren Konkurrenzsendern und als „Verzweiflungstat“, um kommerziell erfolgreich gegen die anderen Sender zu bestehen. Dieser willkürlich eingeführte Gradmesser für den „Erfolg“ von Fernsehprogrammen habe bei dem damaligen Luxemburger Kleinstsender den Zuschaueranteil künstlich nach oben getrieben. „Es ist eigentlich eine ziemlich unsinnige Zielgruppe“, denn 49 Jahre sei „überhaupt kein richtiger Schnitt“. Schließlich arbeiten und konsumieren die Menschen üblich erheblich länger, sind also ebenfalls werberelevant „und zwischen 14, 25, 36 (Jahren) usw. liegen riesige Welten.“ Im selben Beitrag kommt der Werbeexperte Bernd M. Michael der Werbeagentur Grey zu Wort und nennt die Erschaffung der werberelevanten Zielgruppe eine „willkürliche Abgrenzung zu dem überwiegenden Teil derer, die die Öffentlich-Rechtlichen sehen“, eine „wunderbare Lüge“ und „könnte man nicht seriös begründen“. Durch die Begrenzung auf dieses Zuschaueralter hoffte RTL, die insgesamt stark unterdurchschnittlichen Zuschauerzahlen besser an die Werbebranche vermarkten zu können, da diese junge Zuschauergruppe im Vergleich zum Gesamtpublikum eher das eigene Programm einschaltete und der Sender so in einem eingegrenzten Altersspektrum höhere Marktanteile generieren konnte, als die über Jahrzehnte etablierten öffentlich-rechtlichen Sender. Der zitierte Zapp-Beitrag wurde in der Branche jedoch durchaus kritisch betrachtet und mitunter als einseitig beschrieben.
Bei der Abgrenzung wird absichtlich unter anderem das sehr hohe verfügbare Einkommen der älteren Zuschauer ausgelassen. Eine Umfrage aus den 1990er-Jahren unterstellt, diese Gruppe wäre zu klein und zu wenig zu einem Produktmarkenwechsel bereit, wohingegen andere Umfragen keinerlei Unterschiede ergeben. In der Werbebranche ist die Abgrenzung daher höchst umstritten. Auch, da die Demografie Deutschlands durch den demografischen Wandel einen immer geringeren Anteil an Kindern und einen stark wachsenden Anteil an älteren Menschen ergibt, die Altersstruktur sich also stark zu Gunsten der Älteren verschiebt.
Aufgrund der umstrittenen Definition der Werberelevanz bis 49 Jahre gab es in der Vergangenheit auch Versuche, die im Marketing weitgehend akzeptierte Grenze zu umschreiben. Beispielsweise berichtet die ARD über die Marktanteilsquote einer Fernsehsendung bei VOX: „In der für den Kölner Privatsender wichtigen Zielgruppe der 14- bis 49-Jährigen …“

## 20- bis 59-Jährige als werberelevante Zielgruppe
Seit Anfang der 2010er Jahre gilt bei einzelnen Sendern wie RTL die Gruppe der 20- bis 59-Jährigen als werberelevante Zielgruppe. Auch der Werbevermarkter ARD-Werbung Sales & Services (AS&S) weist diese Zielgruppe inzwischen aus.
Im Gegensatz dazu war und ist ProSiebenSat.1 mit seinem Vermarkter SevenOne Media gegen eine derartige Veränderung der Definition. In einem Gespräch mit der Frankfurter Allgemeinen Zeitung sprach sich der Senderchef von Sat.1, Andreas Bartl, im Jahr 2010 gegen eine Verlagerung der Zielgruppe aus. Diese hätte erhebliche Auswirkungen auf die Marktanteile des Schwestersenders ProSieben, der zurzeit zweitstärkster Sender in der Zielgruppe ist und durch eine Verlagerung etwa drei Prozentpunkte Marktanteil einbüßen würde und auf Platz 4 hinter Sat.1 und Das Erste zurückfallen würde. Von einer Änderung der Zielgruppendefinition würden an den Marktanteilen gemessen in erster Linie die öffentlich-rechtlichen Sender profitieren, wohingegen die Privatsender – außer Sat.1 – Marktanteile einbüßen würden.

## Geschichte
In den USA wurde eine altersmäßige Abgrenzung erstmals von Leonard Goldenson im Dezember 1957 entwickelt. Er war damals Chef des Fernsehsenders ABC und wollte seinen Sender im Vergleich zu den quotenstärkeren Konkurrenznetworks CBS und NBC besser positionieren. Seine Werbestrategen ermittelten bei den 18- bis 49-Jährigen gute Einschaltquoten und erklärten fortan gegenüber Werbetreibenden jene Altersgruppe zur optimalen Grundlage für erfolgreiches Marketing. Goldenson bestätigte zwecks Abgrenzung zu CBS und NBC, dass die ABC überwiegend ein Publikum „jugendlicher Familien“ erreichen würde. Diese Zielgruppendefinition setzte sich in den 1960er Jahren aufgrund der damaligen demografischen Entwicklung in den USA durch und wurde zur „quantitativen Grundlage für Planungsentscheidungen“.
Solange Marktanteile oder Einschaltquoten zu Zeiten des öffentlich-rechtlichen Rundfunks kaum Bedeutung für die Programmplanung und Programmgestaltung hatten, war auch eine werberelevante Zielgruppe ohne Belang. Erst mit Einführung des Privatrundfunks in Deutschland im Januar 1984 erlangte dieser Begriff auch in Deutschland erste Beachtung, da die privaten Sender ausschließlich werbefinanziert arbeiten und deshalb alle einnahmerelevanten Kriterien zu untersuchen hatten. Die werberelevante Zielgruppe wurde auf die Gruppe 14 bis 49 Jahre festgelegt. Dieser Schnitt ist aus demografischer Sicht willkürlich gesetzt, was ein RTL-Manager später bestätigte. In einem Zeitschriften-Interview behauptete der ehemalige RTL-Geschäftsführer Helmut Thoma, dass die altersmäßige Grenzziehung durch RTL im Jahre 1984 reine Willkür war. Sie sollte – ähnlich wie zuvor in den USA – der Abgrenzung zu den großen öffentlichen Sendern dienen und beruhte weitgehend auf der Einteilung durch das US-Network ABC. Sie war von Beginn an eine „Konvention, die in erster Linie als Grundlage für die Abrechnung von Fernsehwerbung dient“.
Durch die demografische Entwicklung in Deutschland und anderen Ländern wurde das Konsumverhalten der über 50-Jährigen in den 2000er Jahren stärker konsumrelevant. Geburtenschwache Jahrgänge und der ständig wachsende Anteil älter werdender Menschen hat die ehemalige Alterspyramide verformt und alterslastig werden lassen. Der demografische Wandel wird sich daher auch auf die Definition der werberelevanten Zielgruppe auswirken. Befand sie sich 1993 mit 51 % noch in der Mehrheit, so lag sie 2008 mit 48,5 % bereits in der Minderheit. 77 % der ZDF-Zuschauer sind über 50 Jahre alt, 62 % sind es bei der ARD. Selbst bei Privatsendern wie Kabel eins (53 %) und Sat.1 (51 %) ist jeder zweite Zuschauer über 50 Jahre alt. Darauf reagierte RTL als einer der ersten Sender: Auf Vorschlag des Werbevermarkters vom April 2009 gilt seit März 2013 bei der RTL-Senderfamilie die Altersgruppe der 20-59-Jährigen als werberelevante Zielgruppe. Der Vermarkter der ARD, Sales & Services, weist seit 2010 die Marktanteile bei den 20- bis 59-jährigen aus.

## Hauptsendezeit
Insbesondere die privaten Sender fokussieren meist auf die Hauptsendezeit („prime time“), weil die Sendeplätze in dieser Zeit auf die höchste Fernsehnutzung mit größtem Zuschaueraufkommen treffen. Der Einkauf von Filmrechten richtet sich nach den erwarteten Werbeeinnahmen innerhalb eines geplanten Sendeplatzes. Ein gekaufter Film fällt demnach durch, wenn er auf einem Sendeplatz einen geringeren als den durchschnittlichen Sendermarktanteil erzielt. Mithin wird kein Fernsehsender bewusst einen Film an einem Sendeplatz zeigen, der deutlich unter dem für den vorgesehenen Sendeplatz typischen Zuschauerschnitt und Werbeerlös liegen würde. Liegt daher der Sendeplatz in der Hauptsendezeit, trifft er auf das größtmögliche Zuschaueraufkommen und müsste in der Regel einen Gewinnbeitrag erbringen. Ein großer Teil dieser Zielgruppe kann insbesondere während der Hauptsendezeit erreicht werden, weil er sich nach dem Arbeitsalltag in seiner Freizeit befindet.

## Andere Staaten
Der demografische Wandel wirkt sich auch auf die Schweizer Alterspyramide aus. Diese Tatsache verändert die Märkte und damit die Überlegungen der Werbetreibenden grundlegend. Einerseits wird das junge Alterssegment immer kleiner und büßt an Kaufkraft ein, andererseits sind die über 50-Jährigen oft in hohen Einkommensklassen zu finden und gönnen sich, da sie weniger familiäre Verpflichtungen haben, wieder mehr. Beim Fokus auf 15–49 Jahre wird schon heute ein Großteil der schweizerischen Bevölkerung verfehlt. Bereits 2007 hat publisuisse – Vermarkter für den Schweizer TV-Werbemarkt – die Basiszielgruppe für die Preisberechnungen von „15–49“ auf „15–59“ erweitert. Damit wird der Veränderung der Alterspyramide in der Schweiz Rechnung getragen. Auch bei anderen TV-Vermarktern in Europa hat die Ausweitung der Basiszielgruppe bereits stattgefunden. Die 50-60-Jährigen sind heutzutage in vielen westlichen Ländern konsumfreudig und vor allem kaufkräftig. Bei dem britischen ITV1 wird die werberelevante Zielgruppe weitgehend nicht erreicht, denn 48 % der Zuschauer sind über 55 Jahre, während sich nur 36 % in der relevanten Altersgruppe befinden; ähnlich ist es bei BBC1. In Österreich ist die Altersgruppe ebenfalls auf die 12- bis 49-Jährigen fokussiert.